# Hieronyma nipensis
Hieronyma nipensis är en emblikaväxtart som beskrevs av Ignatz Urban. Hieronyma nipensis ingår i släktet Hieronyma och familjen emblikaväxter. Inga underarter finns listade i Catalogue of Life.